# Сояна (Архангельська область)
Сояна (рос. Сояна) — присілок в Мезенському районі Архангельської області Російської Федерації.
Населення становить 401 особу. Органом місцевого самоврядування до 2021 року Соянське муніципальне утворення.

## Історія
Від 1937 року належить до Архангельської області.
Від 2004 року належить до муніципального утворення Соянське муніципальне утворення.

## Населення
| 2002 | 2010 | 2012 |
| ---- | ---- | ---- |
| 420  | ↘309 | ↗401 |